# Cep (okres Jindřichův Hradec)
Cep (Duits: Trieschel) is een Tsjechische gemeente in de regio Zuid-Bohemen, en maakt deel uit van het district Jindřichův Hradec.
Cep telt 190 inwoners.
Báňovice ·
Bednárec ·
Bednáreček ·
Blažejov ·
Bořetín ·
Březina ·
Budeč ·
Budíškovice ·
Cep ·
Cizkrajov ·
Červený Hrádek ·
České Velenice ·
Český Rudolec ·
Číměř ·
Člunek ·
Dačice ·
Dešná ·
Deštná ·
Dívčí Kopy ·
Dobrohošť ·
Dolní Pěna ·
Dolní Žďár ·
Domanín ·
Doňov ·
Drunče ·
Dunajovice ·
Dvory nad Lužnicí ·
Frahelž ·
Hadravova Rosička ·
Halámky ·
Hamr ·
Hatín ·
Heřmaneč ·
Horní Meziříčko ·
Horní Němčice ·
Horní Pěna ·
Horní Radouň ·
Horní Skrýchov ·
Horní Slatina ·
Hospříz ·
Hrachoviště ·
Hříšice ·
Chlum u Třeboně ·
Jarošov nad Nežárkou ·
Jilem ·
Jindřichův Hradec ·
Kačlehy ·
Kamenný Malíkov ·
Kardašova Řečice ·
Klec ·
Kostelní Radouň ·
Kostelní Vydří ·
Kunžak ·
Lásenice ·
Lodhéřov ·
Lomnice nad Lužnicí ·
Lužnice ·
Majdalena ·
Nová Bystřice ·
Nová Olešná ·
Nová Včelnice ·
Nová Ves nad Lužnicí ·
Novosedly nad Nežárkou ·
Okrouhlá Radouň ·
Peč ·
Písečné ·
Pístina ·
Plavsko ·
Pleše ·
Pluhův Žďár ·
Polště ·
Ponědraž ·
Ponědrážka ·
Popelín ·
Příbraz ·
Rapšach ·
Ratiboř ·
Rodvínov ·
Roseč ·
Rosička ·
Slavonice ·
Smržov ·
Staňkov ·
Staré Hobzí ·
Staré Město pod Landštejnem ·
Stráž nad Nežárkou ·
Strmilov ·
Stříbřec ·
Střížovice ·
Studená ·
Suchdol nad Lužnicí ·
Světce ·
Třebětice ·
Třeboň ·
Újezdec ·
Velký Ratmírov ·
Vícemil ·
Višňová ·
Vlčetínec ·
Volfířov ·
Vydří ·
Záblatí ·
Záhoří ·
Zahrádky ·
Žďár ·
Županovice